# Joana Bértholo
Joana Bértholo (Lisboa, 21 de Junho de 1982) é uma escritora e dramaturga portuguesa.

## Literatura
Em 1999, com 17 anos, ganhou o prémio SOSracismo para melhor argumento de banda-desenhada por Ausência de Cor, que foi posteriormente editada pela editora Baleiazul. Em 2000 ganhou o Prémio "Escrevendo a Partir da Pintura" da Fundação Calouste Gulbenkian, e também o prémio para melhor ensaio sobre "O Movimento Olímpico", atribuído pelo Comité Olímpico Português. Em 2005, com 23 anos, foi finalista do prémio Jovens Criadores na área de Literatura. Em 2009, o seu primeiro romance Diálogos Para o Fim do Mundo foi o vencedor do Prémio Literário Maria Amália Vaz de Carvalho,  atribuído pela Câmara Municipal de Loures. O romance foi  publicado pela editorial Caminho no ano seguinte (em 2010). Em 2012, publicou o livro de contos Havia - histórias de coisas que havia e de outras que vai havendo (ed. Caminho). Em 2013, publicou o romance O Lago Avesso - uma hipótese biográfica (ed. Caminho). Em 2014, publicou junto a outros autores em edições colectivas, nomeadamente a Micro-Enciclopédia (edições Prado) e Efeito Kuleshov (edições amor-livr'o e Dois Dias Edições). Em 2015, publicou o seu segundo livro de contos, Inventário do Pó - estudos para a makina de fazer desertos (ed. Caminho). O crítico Miguel Real considerou este romance «um dos melhores» desse ano . Também em 2015, publicou na revista Granta número 5(dedicado ao tema Falhar Melhor) o texto intitulado Carta para a navegação de vazios (Tinta-da-China, 2015). 
Foi duas vezes nomeada para o Prémio Novos na categoria de Literatura .
Em 2023, vence o Prémio Literário Fundação Eça de Queiroz com a obra "A História de Roma", livro editado em 2022, pela Editora Caminho.
Foi co-editora do jornal Pedal, de circulação gratuita, dedicado às bicicletas e cultura urbana.

## Teatro e Dança
Em 2012, na cidade de Belo Horizonte, Minas Gerais(BRA), a diretora Kenia Dias e o artista sonoro Ricardo Garcia livremente inspirados em seu livro criaram o espetáculo Havia, título homônimo do livro de Joana Bértholo, ainda publicado pela Primeiro Exemplar.
No ano seguinte o livro Havia inspira outra montagem brasileira, agora na capital do país, Brasília, numa parceria entre a Cia B de Teatro e o Grupo Mesa de Luz.
Desde 2013 que colabora com a coreógrafa Madalena Victorino e com o músico Pedro Salvador em diferentes edições da Companhia Limitada.
Em 2014, e novamente em 2015, foi a autora convidada para a concepção de várias peças de teatro para o Festival Teatro das Compras, junto aos escritores Afonso Cruz e João Tordo.

## Obras
- Diálogos Para o Fim do Mundo (2009)- Prémio Literário Maria Amália Vaz de Carvalho (2009);
- Havia - histórias de coisas que havia e de outras que vai havendo (2012);
- O Lago Avesso - uma hipótese biográfica (2013);
- Inventário do Pó (2015);
- O Museu do Pensamento (2017);
- Ecologia (2018);
- A História de Roma (2023).